# Higher (DJ Khaled)
Higher è un singolo del produttore statunitense DJ Khaled, realizzato insieme al rapper statunitense Nipsey Hussle e al cantante statunitense John Legend. Il brano è stato pubblicato nel 2019 quale terzo estratto dall'album Father of Asahd.

## Tracce
1. Higher (featuring Nipsey Hussle & John Legend) – 2:56 (Ermias Asghedom, HM Henry Davis, John Stephens, Kevin Cossom, Khaled Khaled)

## Premi
- Grammy Awards
  - 2020: Miglior interpretazione rap cantata ("Best Rap/Sung Performance")